# Епархия Контума
Епархия Контума (лат. Dioecesis Kontumensis) — епархия Римско-Католической Церкви с центром в городе Контум, Вьетнам. Епархия Контума входит в митрополию Хюэ. Кафедральным собором епархии Контума является церковь Собор Непорочного Зачатия Пресвятой Девы Марии.

## История
18 января 1932 года Римский папа Пий XI издал бреве «Decessores Nostros», которым учредил апостольский викариат Контума, выделив его из апостольского викариата Куинёна (сегодня — Епархия Куинёна).
24 ноября 1960 года Римский папа Иоанн XXIII издал буллу «Venerabilium Nostrorum», которой преобразовал апостольский викариат Куинёна в епархию.
22 июня 1967 года епархия Контума передала часть своей территории для возведения новой епархии Буонметхуота.

## Ординарии епархии
- епископ Martial-Pierre-Marie Jannin M.E.P.[1] (10.01.1933 — 16.07.1940);
- епископ Jean-Liévin-Joseph Sion M.E.P. (23.12.1941 — 19.08.1951);
- епископ Paul-Léon Seitz M.E.P. (19.06.1952 — 2.10.1975);
- епископ Alexis Pham Van Lôc (2.10.1975 — 8.04.1995);
- епископ Pierre Trân Thanh Chung (8.04.1995 — 16.07.2003);
- епископ Michel Hoang Ðúc Oanh (16.07.2003 — по настоящее время).

## Источник
- Annuario Pontificio, Libreria Editrice Vaticana, Città del Vaticano, 2003, стр. 958, ISBN 88-209-7422-3
- Бреве Decessores Nostros (лат.) // Acta Apostolicae Sedis. — Typis Polyglottis Vaticanis, 1932. — Num. 24. — P. 264. Архивировано 26 сентября 2024 года.
- Булла Venerabilium Nostrorum (лат.) // Acta Apostolicae Sedis. — Typis Polyglottis Vaticanis, 1961. — Num. 53. — P. 346. Архивировано 12 апреля 2015 года.